# Guitté
Guitté (bret. Gwitei) – miejscowość i gmina we Francji, w regionie Bretania, w departamencie Côtes-d’Armor.
Według danych na rok 1990 gminę zamieszkiwały 524 osoby, a gęstość zaludnienia wynosiła 36 osób/km² (wśród 1269 gmin Bretanii Guitté plasuje się na 814. miejscu pod względem liczby ludności, natomiast pod względem powierzchni na miejscu 682.).